# Pyrotheria
De Pyrotheria zijn een orde van uitgestorven zoogdieren die leefden tijdens het Vroeg-Oligoceen. Er worden acht geslachten in de orde geplaatst, verdeeld over twee families. Deze dieren waren mastodontachtige hoefdieren met onbekende afstamming, en de Zuid-Amerikaanse tegenhangers van de olifanten. Tot deze mastodont-achtige hoefdieren behoren de geslachten Baguatherium, Carolozittelia, Colombitherium, Griphodon, Propyrotherium, Proticia en Pyrotherium.

## Kenmerken
Ze zagen eruit als grote, digitigrade, tapirachtige zoogdieren met relatief korte, slanke ledematen en voeten met vijf tenen en brede, platte vingerkootjes.

## Vondsten
Hun fossielen zijn beperkt tot afzettingen uit het Paleoceen tot Oligoceen in Brazilië, Peru en Argentinië.

## Classificatie
Sommige experts plaatsen de clade Xenungulata (die verschillende geslachten bevat, waaronder Carodnia) binnen Pyrotheria, zelfs als het gebit, hoewel bilophodont in beide orden, zeer verschillend is. Voor de meeste geleerden blijven de twee orden gescheiden. Het gebit is compleet met sterke, vooruitstekende, beitelvormige snijtanden, sterke hoektanden met scherpe punten en laag gekroonde wangtanden met bilophodonte kiezen. De verwantschap van de Xenungulata blijft onzeker. Affiniteit met de Dinocerata wordt sterk ondersteund door de gebitskenmerken. Een eerste onderzoek naar de structuur van de tarsus suggereerde dat de Xenungulata een gemeenschappelijke afstamming hadden met typische Pyrothera, zoals Pyrotherium, maar een recenter onderzoek van de tarsus van Pyrotherium kon dit niet ondersteunen en toonde in plaats daarvan een aantal kenmerken die Pyrotherium en de Embrithopoda delen. Het valt nog te bezien welke van deze opvattingen juist zal blijken te zijn. Dit betekent dat de Pyrotheria lid zouden kunnen zijn van niet minder dan drie grote cladistische takken van de placentale zoogdieren: Meridiungulata (als xenungulaten de naaste verwanten zijn), Laurasiatheria (als dinoceraten de naaste verwanten zijn) en Afrotheria (als embrithopoden de naaste verwanten zijn).

## Indeling
Familie Colombitheriidae
- † Colombitherium Hoffstetter, 1970
- † Proticia Patterson, 1977

Familie Pyrotheriidae Ameghino, 1889
- † Archaeolophus Ameghino, 1897
- † Baguatherium Salas, Sánchez & Chacaltana, 2006
- † Carolozittelia Ameghino, 1901
- † Griphodon Anthony, 1924
- † Planodus Ameghino, 1887
- † Propyrotherium Ameghino, 1901
- † Pyrotherium Ameghino, 1888